# Rico Zandonella
Rico Marcel Zandonella (* 6. Juni 1961 in Ascona) ist ein Schweizer Koch.

## Leben
Als 14-Jähriger begann Zandonella 1976 seine Kochlehre im Hotel Ascolago in Ascona bei Horst Petermann, mit dem er 34 Jahre im Team arbeitete.
1979 ging er zum Restaurant Suvretta in St. Moritz, dann zum Restaurant Crocodile bei Émile Jung in Strasbourg (drei Michelinsterne) und 1980 zum Restaurant Agnes Amberg in Zürich. 
1980 ging er zurück zu Horst Petermann, der sich im Schloss Herblingen selbstständig gemacht hatte. 
1981 folgte er ihm zu Petermann’s Kunststuben in Küsnacht (zwei Michelinsterne).
Als Petermann 2011 in den Ruhestand ging, übernahm er das Restaurant und nannte es Rico’s Kunststuben. 
Das Restaurant wurde weiter mit zwei Michelinsternen ausgezeichnet.
Mitte 2015 wurde der Restaurantname auf Rico’s verkürzt.
Zandonella kocht klassisch französisch, ergänzt durch Einflüsse der mediterranen, asiatischen und Tessiner Küche.

## Auszeichnungen
- 2011: zwei Sterne im Guide Michelin
- 2017: Koch des Jahres im Gault Millau[4]

## Veröffentlichungen
- Rico’s. 2014, ISBN 978-3-033-04776-1.